# Polycarpaea robbairea
Polycarpaea robbairea är en nejlikväxtart. Polycarpaea robbairea ingår i släktet Polycarpaea och familjen nejlikväxter.

## Underarter
Arten delas in i följande underarter:
- P. r. garamantum
- P. r. robbairea